# Sira (India)
Sira è una città dell'India di 50.056 abitanti, situata nel distretto di Tumkur, nello stato federato del Karnataka. In base al numero di abitanti la città rientra nella classe II (da 50.000 a 99.999 persone).

## Geografia fisica
La città è situata a 13° 44' 43 N e 76° 54' 33 E e ha un'altitudine di 661 m s.l.m..

## Società

### Evoluzione demografica
Al censimento del 2001 la popolazione di Sira assommava a 50.056 persone, delle quali 25.857 maschi e 24.199 femmine. I bambini di età inferiore o uguale ai sei anni assommavano a 6.502, dei quali 3.392 maschi e 3.110 femmine. Infine, coloro che erano in grado di saper almeno leggere e scrivere erano 33.419, dei quali 18.501 maschi e 14.918 femmine.